# Walter Rösch
Walter Rösch (* 29. August 1903 in Thannhausen; † 19. Dezember 1977 in Dachau) war ein deutscher Jurist.

## Werdegang
Walter Rösch trat 1929 in den bayerischen Justizdienst ein und wurde 1930 zum II. Staatsanwalt in Nürnberg und 1932 zum Amtsgerichtsrat ernannt. Er war als Amtsrichter in Nürnberg, Schwabach und Bad Tölz und schließlich von 1933 bis 1939 am Amtsgericht München tätig. Von 1939 bis 1945 nahm er als Soldat am Zweiten Weltkrieg teil und blieb anschließend bis 21. Mai 1946 in Kriegsgefangenschaft. Am 9. Oktober desselben Jahres wurde Walter Rösch in das Bayerische Staatsministerium der Justiz berufen. 1947 wurde er dort Oberregierungsrat und 1954 Ministerialrat. Von 1954 bis 1959 war er Mitglied der Strafrechtskommission im Bundesjustizministerium. Am 1. Juli 1962 erfolgte die Berufung zum Präsidenten des Bayerischen Obersten Landesgerichts. Dieses Amt bekleidete er bis zum Eintritt in den Ruhestand am 31. August 1969.
Während seines Studiums wurde er Mitglied des AGV München.

## Ehrungen
- 1963: Bayerischer Verdienstorden
- 1968: Großes Verdienstkreuz der Bundesrepublik Deutschland

## Schriften
mit Artur Kääb unter Mitarbeit von Hans-Jochen Vogel und Walter Gollwitzer: Bayerisches Landesstraf- und Verordnungsgesetz, Kommentar, Verlag C. H. Beck, 2. völlig neubearbeitete Auflage, München 1967